# ATP23
ATP23 (англ. ATP23 metallopeptidase and ATP synthase assembly factor homolog) – білок, який кодується однойменним геном, розташованим у людей на 12-й хромосомі. Довжина поліпептидного ланцюга білка становить 246 амінокислот, а молекулярна маса — 28 081.
| 10         |  | 20         |  | 30         |  | 40         |  | 50         |
| ---------- |  | ---------- |  | ---------- |  | ---------- |  | ---------- |
| MAGAPDERRR |  | GPAAGEQLQQ |  | QHVSCQVFPE |  | RLAQGNPQQG |  | FFSSFFTSNQ |
| KCQLRLLKTL |  | ETNPYVKLLL |  | DAMKHSGCAV |  | NKDRHFSCED |  | CNGNVSGGFD |
| ASTSQIVLCQ |  | NNIHNQAHMN |  | RVVTHELIHA |  | FDHCRAHVDW |  | FTNIRHLACS |
| EVRAANLSGD |  | CSLVNEIFRL |  | HFGLKQHHQT |  | CVRDRATLSI |  | LAVRNISKEV |
| AKKAVDEVFE |  | SCFNDHEPFG |  | RIPHNKTYAR |  | YAHRDFENRD |  | RYYSNI     |

A: Аланін

C: Цистеїн

D: Аспарагінова кислота

E: Глутамінова кислота

F: Фенілаланін

G: Гліцин

H: Гістидин

I: Ізолейцин

K: Лізин

L: Лейцин

M: Метіонін

N: Аспарагін

P: Пролін

Q: Глутамін

R: Аргінін

S: Серин

T: Треонін

V: Валін

W: Триптофан

Кодований геном білок за функціями належить до гідролаз, протеаз, металопротеаз. 
Білок має сайт для зв'язування з іонами металів. 